# 姚明來了
《姚明來了》（英語：The Year of the Yao）為2004年紀錄片，执导导演是亚当·德·迪奥（Adam Del Deo）和詹姆斯·D·斯特恩（James D. Stern），主演是姚明、奥尼尔、科林·潘敘述中國籃球員姚明來到美國挑戰NBA的第一年，受到國際性的關注後，姚明不只要適應聚光燈下的生活，也背負了球隊、新聞媒體、球迷及懷疑他能力者的沈重期許。本片由姚明的朋友兼前翻譯科林·潘講述，他為姚明擔任3年的翻譯並與姚明度過在美國的第一年。

## 資料來源
1. ↑  Zhu, Junwei. . tom.com. June 2, 2005  [2008-04-18].[永久]（中文）[]
2. ↑  .   [2014-04-22]. （原始内容存档于2014-09-03）.

## 外部連結
- 互联网电影数据库（IMDb）上《The Year of the Yao》的资料（英文）